# Vatica soepadmoi
Espèce
Classification phylogénétique
Statut de conservation UICN

 CR A1c, C2a : 
En danger critique
Vatica soepadmoi est un arbre sempervirent endémique à Sumatra appartenant à la famille des dipterocarpaceae

## Répartition
Endémique à l'est de Sumatra.

## Préservation
Espèce proche de l'extinction du fait de la déforestation et l'exploitation forestière.